# Подальше от тебя
«Подальше от тебя» (англ. In Her Shoes; США, Германия, 2005) — мелодрама с Камерон Диас в главной роли о взаимоотношениях между двумя сёстрами, разными по характеру.

## Сюжет
Мэгги и Роуз — родные сёстры, но они абсолютно разные по характеру и образу жизни люди. Одинаковый у них только размер обуви. Когда они были ещё маленькими, их мать Каролина погибла, предположительно в автокатастрофе. Их отец Майкл женился ещё раз на Сиделл.
Старшая Роуз — скромная и серьёзная девушка, она делает карьеру в юриспруденции. Она заботится о младшей сестре Мэгги, несмотря на её легкомысленное поведение. Из-за дислексии у Мэгги проблемы с чтением, и отчасти из-за этого она ни на одной работе долго не задерживается. Утешение она находит в алкоголе и мужчинах, которые всегда готовы поддержать эффектную блондинку эмоционально и финансово.
После очередного конфликта мачеха выгоняет Мэгги из дома, и Роуз соглашается принять её на время в своей квартире в Филадельфии. Общение не приносит им радости, и без того натянутые отношения рвутся окончательно, когда Роуз застаёт сестру в постели со своим возлюбленным Джимом.
После скандала Мэгги идет на остановку. Она вспоминает о конвертах с деньгами, которые нашла в письменном столе отца. Эти конверты с письмами и банкнотами были присланы девочкам их бабушкой Эллой, но отец по какой-то причине оставлял их в неведении. Мэгги отправляется по указанному на конвертах адресу во Флориду в надежде получить у бабушки крышу над головой и постоянный источник дохода.
Сначала Элла приглашает Мэгги остаться у неё, но вскоре понимает, что внучка не собирается работать, предпочитая проводить время, загорая у бассейна. Мэгги просит у Эллы денег на начало актерской карьеры. Бабушка соглашается, но ставит условие: Мэгги должна помогать в центре для престарелых по соседству. Девушка отправляется туда с неохотой, но неожиданно находит там для себя интересную работу и нового друга в лице профессора литературы.
Тем временем Элла приглашает приехать Роуз, которая бросила свою работу и начала встречаться с Саймоном. Роуз с радостью принимает приглашение, но неприятно удивляется, когда обнаруживает в доме Эллы свою сестру Мэгги. Пытаясь примирить сестер, Элла рассказывает им, что на самом деле лежит в основе их конфликта, и открывает правду о смерти их матери.

## В ролях
| Актёр                  | Роль                                          |
| ---------------------- | --------------------------------------------- |
| Камерон Диас           | Мэгги Феллер безработная легкомысленная особа |
| Тони Коллетт           | Роуз Феллер адвокат                           |
| Ширли Маклейн          | Элла Хёрш бабушка Мэгги и Роуз                |
| Ричард Бёрджи          | Джим Дэнверс начальник Роуз и её возлюбленный |
| Марк Фойерстин         | Саймон Штайн                                  |
| Кен Ховард             | Майкл Феллер отец Мэгги и Роуз                |
| Кэндис Азарра          | Сиделл Феллер жена Майкла                     |
| Джеки Джиари           | дочь Сиделл "Моя Марша"                       |
| Брук Смит              | Эми подруга Роуз                              |
| Джерри Эдлер           | Луис Фельдман друг Эллы                       |
| Франсин Бирс           | миссис Лефковиц первая "клиентка" Мэгги       |
| Николь Рэндолл Джонсон | ассистент Роуз                                |
| Норман Ллойд           | профессор литературы                          |
| Энсон Маунт            | Тодд парень со встречи выпускников            |